# مدثر اصغر
مدثر اصغر (انگلیسی: Mudassar Asghar؛ زادهٔ ۱۸ اکتبر ۱۹۴۷) ورزشکار هاکی روی چمن اهل پاکستان است.